# Saison 2015-2016 de l'Aviron bayonnais rugby pro
Cette page présente la saison 2015-2016 de l'Aviron bayonnais rugby pro en Pro D2 .

## Entraîneurs
- Vincent Etcheto  (entraineur principal)
- Dewald Senekal  (entraineur des avants)

## La saison

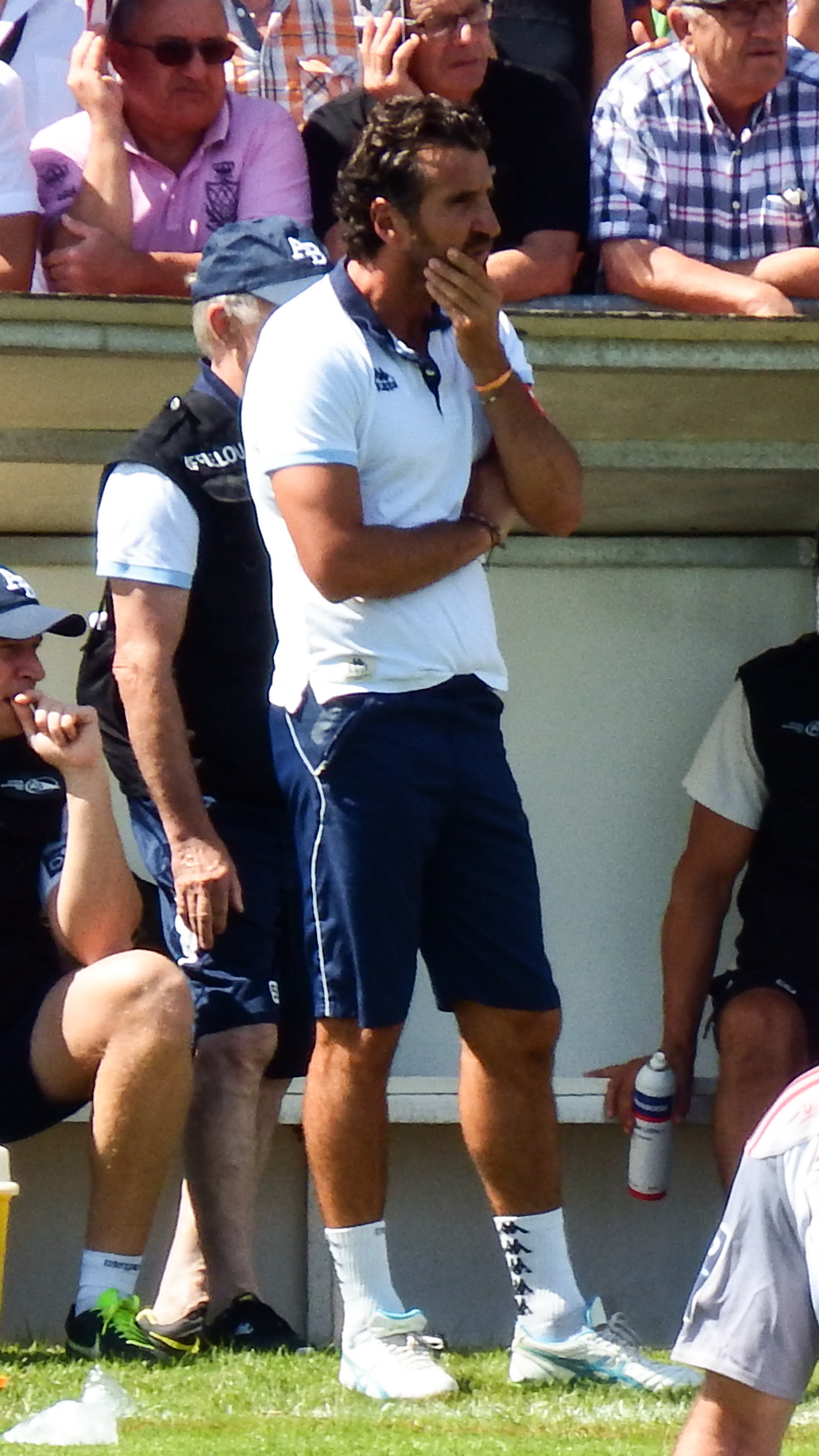
Vincent Etcheto le 6 septembre 2015 au stade Maurice-Boyau pour la rencontre face à l'Union sportive dacquoise.

Avec un budget pour la saison est de 11,3 millions d'euros, celui-ci est le 3e plus important de la pro D2.

### Pré-saison
La pré saison est mouvementée après la relégation du club en Pro D2, mais surtout avec l'échec de la fusion entre l'aviron et le Biarritz olympique qui a occupé toute l'actualité au Pays basque pendant plus de trois mois. Cela a perturbé le club, le président Emmanuel Mérin porteur du projet de fusion quitte la présidence du club et Francis Salagoïty reprend la présidence qu'il avait déjà occupée par le passer. Pour ce qui est de l'effectif là aussi il se retrouve perturbé, certains joueurs ne connaissaient pas leur avenir pendant cette période de transition. Une fois l'échec de la fusion acté fin juin le club bayonnais doit faire face a des difficultés financières et doit baisser son budget de 15,7 millions à 11,3 millions du coup de nombreux joueurs comme Joe Rokocoko, David Roumieu ou le jeune espoir Charles Ollivon quittent le club. À la suite de la décente de l'équipe en deuxième divisions les dirigeants choisissent de limoger l'entraineur Patricio Noriega et d'embaucher Vincent Etcheto qui connaît bien le club pour y avoir officié en tant que joueur. Pour pallier tous ces départs Bayonne doit recruter pas mal de joueurs, mais en cette fin juin la période des transferts étant fermée l'aviron ne peut faire venir que des joueurs amateurs ou sans clubs. c'est ainsi que des rugbymans comme entre autres Pablo Huete, Richard Choirat ou Benjamin Thiéry signent au club. Les dirigeants bayonnais donnent pour objectif la remontée en Top 14 mais avec toutes ces arrivées le niveau de l'équipe est difficile à quantifier et il est donc difficile à savoir ce que pourra viser le club en cette saison.

## Calendrier[1]
| Date du match     | Domicile                              | Extérieur                             | Score (bonus) | Lieu du match                            | Catégorie              | Classement              |
| ----------------- | ------------------------------------- | ------------------------------------- | ------------- | ---------------------------------------- | ---------------------- | ----------------------- |
| 6 août 2015       | Aviron bayonnais                      | Union Bordeaux Bègles                 | 14 - 36       | Stade Jean Dauger, Bayonne               | Match Amical           |                         |
| 13 août 2015      | Aviron bayonnais                      | Racing 92                             | 17 - 35       | Stade Jean Dauger, Bayonne               | Match Amical           |                         |
| 20 août 2015      | SC Albi                               | Aviron bayonnais                      | 23 - 28       | Stadium municipal, Albi                  | 1re journée de Pro D2  | 4e                      |
| 23 août 2014      | Aviron bayonnais                      | RC Narbonne                           | 28 - 21       | Stade Jean Dauger, Bayonne               | 2e journée de Pro D2   | 5e                      |
| 6 septembre 2015  | US Dax                                | Aviron bayonnais                      | 31 - 28 (BD)  | Stade Maurice-Boyau, Dax                 | 3e journée de Pro D2   | 4e                      |
| 13 septembre 2015 | Aviron bayonnais                      | CS Bourgoin-Jallieu                   | 36- 14 (BO)   | Stade Jean Dauger, Bayonne               | 4e journée de Pro D2   | 3e                      |
| 2 octobre 2015    | Section paloise                       | Aviron bayonnais                      | 7 -19         | Stade du Hameau, Pau                     | Match Amical           |                         |
| 16 octobre 2015   | US Carcassonne                        | Aviron bayonnais                      | 22 - 32       | Stade Albert-Domec, Carcassonne          | 5e journée de Pro D2   | 3e                      |
| 23 octobre 2015   | Stade montois                         | Aviron bayonnais                      | 38 - 15       | Stade Guy-Boniface, Mont-de-Marsan       | 6e journée de Pro D2   | 4e                      |
| 29 octobre 2015   | Aviron bayonnais                      | Union sportive arlequins perpignanais | 17 - 14       | Stade Jean Dauger, Bayonne               | 7e journée de Pro D2   | 3e                      |
| 8 novembre 2015   | Aviron bayonnais                      | Biarritz olympique                    | 32 - 25       | Stade Jean Dauger, Bayonne               | 8e journée de Pro D2   | 3e                      |
| 13 novembre 2015  | Colomiers rugby                       | Aviron bayonnais                      | 28 - 28       | Stade Michel-Bendichou, Colomiers        | 9e journée de Pro D2   | 3e                      |
| 27 novembre 2015  | Aviron bayonnais                      | AS Béziers                            | 44 - 15 (BO)  | Stade Jean Dauger, Bayonne               | 10e journée de Pro D2  | 3e                      |
| 3 décembre 2015   | Lyon OU                               | Aviron bayonnais                      | 29 - 27       | Matmut Stadium, Lyon                     | 11e journée de Pro D2  | 2e                      |
| 10 décembre 2015  | Aviron bayonnais                      | US Montauban                          | 27 - 9 (BO)   | Stade Jean Dauger, Bayonne               | 12e journée de Pro D2  | 2e                      |
| 18 décembre 2015  | Provence rugby                        | Aviron bayonnais                      | 17 - 15 (BD)  | Stade Maurice-David, Aix-en-Provence     | 13e journée de Pro D2  | 2e                      |
| 8 janvier 2016    | Aviron bayonnais                      | Stade aurillacois                     | 13 - 12       | Stade Jean Dauger, Bayonne               | 14e journée de Pro D2  | 2e                      |
| 15 janvier 2016   | Tarbes Pyrénées rugby                 | Aviron bayonnais                      | 19 - 10 (BD)  | Stade Maurice-Trélut, Tarbes             | 15e journée de Pro D2  | 3e                      |
| 22 janvier 2016   | Aviron bayonnais                      | US Carcassonne                        | 14 - 9        | Stade Jean Dauger, Bayonne               | 16e journée de Pro D2  | 3e                      |
| 28 janvier 2016   | Biarritz olympique                    | Aviron bayonnais                      | 13 - 16       | Parc des sports d'Aguiléra, Biarritz     | 17e journée de Pro D2  | 2e                      |
| 7 février 2016    | Aviron bayonnais                      | US Dax                                | 17- 13        | Stade Jean Dauger, Bayonne               | 18e journée de Pro D2  | 2e                      |
| 18 février 2016   | CS Bourgoin-Jallieu                   | Aviron bayonnais                      | 18 - 20       | Stade Pierre-Rajon, Bourgoin-Jallieu     | 19e journée de Pro D2  | 2e                      |
| 28 février 2016   | Aviron bayonnais                      | Colomiers rugby                       | 16 - 15       | Stade Jean Dauger, Bayonne               | 20e journée de Pro D2  | 2e                      |
| 6 mars 2016       | Stade aurillacois                     | Aviron bayonnais                      | 23 -10        | Stade Jean-Alric, Aurillac               | 21e journée de Pro D2  | 2e                      |
| 11 mars 2016      | Aviron bayonnais                      | Provence rugby                        | 23 - 18       | Stade Jean Dauger, Bayonne               | 22e journée de Pro D2  | 2e                      |
| 24 mars 2016      | Aviron bayonnais                      | Lyon OU                               | 11 - 15       | Stade Jean Dauger, Bayonne               | 23e journée de Pro D2  | 2e                      |
| 1er avril 2016    | US Montauban                          | Aviron bayonnais                      | 29 - 3        | Stade Sapiac, Montauban                  | 24e journée de Pro D2  | 2e                      |
| 7 avril 2016      | Union sportive arlequins perpignanais | Aviron bayonnais                      | 23-10         | Stade Aimé-Giral, Perpignan              | 25e journée de Pro D2  | 2e                      |
| 15 avril 2016     | Aviron bayonnais                      | Tarbes Pyrénées rugby                 | 28 - 10       | Stade Jean Dauger, Bayonne               | 26e journée de Pro D2  | 2e                      |
| 22 avril 2016     | RC Narbonne                           | Aviron bayonnais                      | 20 - 27       | Parc des sports et de l'amitié, Narbonne | 27e journée de Pro D2  | 2e                      |
| 6 mai 2016        | Aviron bayonnais                      | SC Albi                               | 48 - 26       | Stade Jean Dauger, Bayonne               | 28e journée de Pro D2  | 2e                      |
| 12 mai 2016       | AS Béziers                            | Aviron bayonnais                      | 36-12         | Stade de la Méditerranée, Béziers        | 29e journée de Pro D2  | 2e                      |
| 22 mai 2016       | Aviron bayonnais                      | Stade montois                         | 23 - 17       | Stade Jean Dauger, Bayonne               | 30e journée de Pro D2  | 2e                      |
| 29 mai 2016       | Aviron bayonnais                      | Colomiers rugby                       | 28 - 16       | Stade Jean Dauger, Bayonne               | Demi-finales de Pro D2 | Qualification en finale |
| 29 mai 2016       | Aviron bayonnais                      | Stade aurillacois                     | 21 - 16       | Stade Ernest-Wallon, Toulouse            | Finale de Pro D2       | Promotion en Top 14     |

| Rang | Club                                   | J  | V  | N | D  | Bo | Bd | Pm  | Pe  | Diff | Pts |
| ---- | -------------------------------------- | -- | -- | - | -- | -- | -- | --- | --- | ---- | --- |
| 1    | Lyon OU (R)                            | 30 | 25 | 0 | 5  | 12 | 4  | 971 | 493 | +478 | 116 |
| 2    | Aviron bayonnais (R)                   | 30 | 19 | 1 | 10 | 4  | 4  | 658 | 602 | +56  | 86  |
| 3    | Stade aurillacois                      | 30 | 18 | 0 | 12 | 7  | 2  | 724 | 613 | +111 | 81  |
| 4    | Stade montois                          | 30 | 17 | 1 | 12 | 5  | 3  | 655 | 611 | +44  | 78  |
| 5    | Colomiers Rugby                        | 30 | 16 | 3 | 11 | 4  | 4  | 629 | 590 | +39  | 78  |
| 6    | AS Béziers                             | 30 | 17 | 1 | 12 | 4  | 3  | 745 | 662 | +83  | 77  |
| 7    | USA Perpignan                          | 30 | 15 | 1 | 14 | 5  | 6  | 676 | 615 | +61  | 73  |
| 8    | Biarritz olympique                     | 30 | 14 | 0 | 16 | 3  | 5  | 674 | 656 | +18  | 64  |
| 9    | CS Bourgoin-Jallieu                    | 30 | 12 | 0 | 18 | 5  | 9  | 595 | 642 | -47  | 62  |
| 10   | SC Albi                                | 30 | 13 | 2 | 15 | 2  | 4  | 591 | 643 | -52  | 62  |
| 11   | RC Narbonne                            | 30 | 13 | 0 | 17 | 2  | 6  | 602 | 653 | -51  | 60  |
| 12   | US Montauban                           | 30 | 12 | 0 | 18 | 1  | 9  | 570 | 624 | -54  | 58  |
| 13   | Stado Tarbes PR (8 points de pénalité) | 30 | 13 | 0 | 17 | 0  | 9  | 543 | 630 | -87  | 53¹ |
| 14   | US Carcassonne                         | 30 | 11 | 0 | 19 | 0  | 5  | 484 | 741 | -257 | 49  |
| 15   | US Dax                                 | 30 | 10 | 1 | 19 | 1  | 5  | 538 | 713 | -175 | 48  |
| 16   | Provence Rugby (P)                     | 30 | 9  | 0 | 21 | 1  | 5  | 549 | 716 | -167 | 42  |

### Barrages d'accession en Top 14
|  | Demi-finales        | Demi-finales        |             |    | Finale                                             | Finale                                             |
|  | Demi-finales        | Demi-finales        |             |    | Finale                                             | Finale                                             |
|  |                     |                     |             |    |                                                    |                                                    |
|  | 29 mai 2016 à 14h00 | 29 mai 2016 à 14h00 |             |    | 4 juin 2016 16h00 au Stade Ernest-Wallon, Toulouse | 4 juin 2016 16h00 au Stade Ernest-Wallon, Toulouse |
|  | 29 mai 2016 à 14h00 | 29 mai 2016 à 14h00 |             |    | 4 juin 2016 16h00 au Stade Ernest-Wallon, Toulouse | 4 juin 2016 16h00 au Stade Ernest-Wallon, Toulouse |
|  | [2] Bayonne         | 28                  |             |    | 4 juin 2016 16h00 au Stade Ernest-Wallon, Toulouse | 4 juin 2016 16h00 au Stade Ernest-Wallon, Toulouse |
|  | [2] Bayonne         | 28                  |             |    | 4 juin 2016 16h00 au Stade Ernest-Wallon, Toulouse | 4 juin 2016 16h00 au Stade Ernest-Wallon, Toulouse |
|  | [5] Colomiers       | 16                  |             |    | 4 juin 2016 16h00 au Stade Ernest-Wallon, Toulouse | 4 juin 2016 16h00 au Stade Ernest-Wallon, Toulouse |
|  | [5] Colomiers       | 16                  | [2] Bayonne | 21 |                                                    |                                                    |
|  | 28 mai 2016 à 18h00 |                     | [2] Bayonne | 21 |                                                    |                                                    |
|  |                     | [3] Aurillac        | 16          |    |                                                    |                                                    |
|  | [3] Aurillac        | [3] Aurillac        | 16          | 28 |                                                    |                                                    |
|  | [3] Aurillac        |                     |             | 28 |                                                    |                                                    |
|  | [4] Mont-de-Marsan  | 13                  |             |    |                                                    |                                                    |
|  | [4] Mont-de-Marsan  | 13                  |             |    |                                                    |                                                    |

## Effectif 2015-2016
| Nom                     | Poste            | Naissance         | Nationalité sportive | Sélections (points marqués) | Dernier club                    | Arrivée au club (année) |
| ----------------------- | ---------------- | ----------------- | -------------------- | --------------------------- | ------------------------------- | ----------------------- |
| Aretz Iguiniz           | Pilier           | 3 juin 1983       | France               | -                           | Stade hendayais                 | 2005                    |
| Richard Choirat         | Pilier           | 28 septembre 1984 | France               | -                           | FC Grenoble                     | 2015                    |
| Florian Lapeyrade (en)  | Pilier           | 9 août 1990       | France               | -                           | Formé au club                   | 2013                    |
| Ofa Fainga'anuku (en)   | Pilier           | 5 décembre 1982   | Tonga                | 2 (0)                       | Worcester Warriors              | 2015                    |
| Anton Peikrishvili      | Pilier           | 18 septembre 1987 | Géorgie              | 15 (0)                      | Brive                           | 2015                    |
| Toma'akino Taufa        | Pilier           | 9 mars 1995       | Tonga                | -                           | ???                             |                         |
| Simon Courcoul          | Pilier           | 28 décembre 1995  | France               | -                           | ASM Clermont Auvergne           | 2015                    |
| Grégory Arganese        | Talonneur        | 15 septembre 1982 | Italie               | -                           | Racing 92                       | 2012                    |
| Simon Labouyrie         | Talonneur        | 15 octobre 1991   | France               | -                           | Formé au club                   | 2014                    |
| Rassie Van Vuuren       | Talonneur        | 23 mai 1985       | Afrique du Sud       | -                           | Stade rochelais                 | 2015                    |
| Pierre Gayraud          | Deuxième ligne   | 27 mars 1992      | France               | -                           | USA Perpignan                   | 2012                    |
| Pelu Taele-Pavihi       | Deuxième ligne   | 28 septembre 1981 | Samoa                | 8 (0)                       | Biarritz olympique              | 2014                    |
| Pablo Huete             | Deuxième ligne   | 11 janvier 1989   | Chili                | -                           | RC Massy                        | 2015                    |
| Allan Gravier           | Deuxième ligne   | 23 mars 1993      | France               | -                           | Formé au club                   | 2014                    |
| Guillaume Ducat         | Deuxième ligne   | 20 mai 1996       | France               | -                           | Tarbes                          | 2015                    |
| Joubert Horn (en)       | Deuxième ligne   | 8 octobre 1988    | Afrique du Sud       | -                           | Soyaux Angoulême XV Charente    | 2015                    |
| Jean-Jo Marmouyet       | Troisième ligne  | 9 août 1984       | France               | -                           | Formé au club                   | 2006                    |
| Thibault Visensang (en) | Troisième ligne  | 8 janvier 1991    | Espagne              | 3 (0)                       | SC Albi                         | 2014                    |
| Dwayne Haare            | Troisième ligne  | 9 juin 1980       | Nouvelle-Zélande     | -                           | RC Narbonne                     | 2007                    |
| Jean Monribot (cap.)    | Troisième ligne  | 11 octobre 1987   | France               | -                           | SU Agen                         | 2013                    |
| Benjamin Macome (en)    | Troisième ligne  | 10 janvier 1986   | Argentine            | 21 (19)                     | Stade français                  | 2014                    |
| Baptiste Chouzenoux     | Troisième ligne  | 9 août 1993       | France               | -                           | Formé au club                   | 2014                    |
| Pieter-Jan van Lill     | Troisième ligne  | 4 décembre 1983   | Namibie              | 36 (15)                     | US Dax                          | 2015                    |
| Guillaume Rouet         | Demi de mêlée    | 13 août 1988      | Espagne              | 8 (18)                      | Hasparren Athletic Club         | 2008                    |
| Joannes Henry           | Demi de mêlée    | 1er novembre 1993 | France               | -                           | Football Club de Grenoble rugby | 2015                    |
| Blair Stewart           | Demi d'ouverture | 2 octobre 1983    | Nouvelle-Zélande     | -                           | FC Grenoble                     | 2014                    |
| Willie du Plessis       | Demi d'ouverture | 5 juin 1990       | Afrique du Sud       | -                           | RC Toulon                       | 2015                    |
| Lucas Meret             | Demi d'ouverture | 30 janvier 1995   | France               | -                           | Union Bordeaux Bègles           | 2015                    |
| Thibault Lacroix        | Centre           | 14 mai 1985       | France               | 2 (0)                       | Union Bordeaux-Bègles           | 2015                    |
| Gabiriele Lovobalavu    | Centre           | 20 juin 1985      | Fidji                | 21 (15)                     | RC Toulon                       | 2012                    |
| Adam Whitelock          | Centre           | 17 avril 1987     | Nouvelle-Zélande     | -                           | Crusaders                       | 2014                    |
| Brendon Hegarty         | Centre           | 13 juillet 1989   | France               | -                           | RC Narbonne                     | 2015                    |
| Bastien Fuster (en)     | Centre           | 21 janvier 1992   | France               | -                           | Formé au club                   | 2012                    |
| Julien Jané             | Ailier           | 12 septembre 1989 | France               | -                           | Racing 92                       | 2015                    |
| Pierre Sayerse          | Ailier           | 5 juin 1995       | France               | -                           | Formé au club                   | 2014                    |
| Martin Laveau           | Ailier           | 6 septembre 1996  | France               | -                           | Formé au club                   | 2015                    |
| Maile Mamao             | Ailier           | 7 janvier 1996    | Tonga                | -                           | Formé au club                   | 2015                    |
| Julien Tisseron         | Ailier           | 12 août 1995      | France               | -                           | Formé au club                   | 2015                    |
| Martín Bustos Moyano    | Arrière          | 12 juin 1985      | Argentine            | 3 (43)                      | Montpellier HR                  | 2013                    |
| Jon Elissalde (en)      | Arrière          | 2 décembre 1992   | France               | -                           | Formé au club                   | 2013                    |
| Benjamin Thiéry         | Arrière          | 2 juin 1984       | France               | 4 (0)                       | FC Grenoble Rugby               | 2015                    |

## Statistiques

### Statistiques collectives
Attaque
Défense